# Újbuda Rebels 2014
Questa voce raccoglie le informazioni riguardanti gli Újbuda Rebels nelle competizioni ufficiali della stagione 2014.

## Prima squadra

### Hungarian Football League 2014

#### Stagione regolare
| 6 settembre 2014 1ª giornata | Győr Sharks | 9 – 21 (3-7 0-0 0-7 6-7) referto | Újbuda Rebels |  |

| 14 settembre 2014 2ª giornata | Budapest Wolves | 24 – 0 (0-0 7-0 3-0 14-0) referto | Újbuda Rebels |  |

| Budapest 27 settembre 2014 3ª giornata | Újbuda Rebels | 27 – 28 (3-0 14-7 10-14 0-7) referto | Budapest Hurricanes |  |

| Budapest 4 ottobre 2014 4ª giornata | Budapest Hurricanes | 27 – 44 (7-6 13-12 0-6 7-20) referto | Újbuda Rebels | Építők Sporthostel |

| 19 ottobre 2014 5ª giornata | Újbuda Rebels | 32 – 27 (6-10 14-7 6-7 6-3) referto | Budapest Wolves |  |

| 26 ottobre 2014 6ª giornata | Újbuda Rebels | 42 – 7 (14-0 0-7 14-0 14-0) referto | Győr Sharks |  |

#### Playoff
| Budapest 15 novembre 2014, ore 14:00 Hungarian Bowl | Budapest Wolves | 9 – 19 (9-3 0-0 0-13 0-3) referto                                                                            | Újbuda Rebels | BVSC Stadion (6000 spett.) |
| Piros Q1 ( TD ) pass from Wágner ? Q1 ( pat ) Horváth Q1 ( saf ) Marcatori Szentirmai Q1 ( FG ) 24yd Kocsis Q3 ( TD ) 14yd pass Kocsis Q3 ( TD ) 22yd pass ? Q2 ( pat ) Szentirmai Q4 ( FG ) 31yd |                 | |               |                            |
| |                 | |               |                            |
| Piros Q1 (TD) pass from Wágner ? Q1 (pat) Horváth Q1 (saf) | Marcatori       | Szentirmai Q1 (FG) 24yd Kocsis Q3 (TD) 14yd pass Kocsis Q3 (TD) 22yd pass ? Q2 (pat) Szentirmai Q4 (FG) 31yd |               |                            |

### Statistiche di squadra
| Competizione      | %Vittorie | In casa | In casa | In casa | In casa | In casa | In casa | In trasferta | In trasferta | In trasferta | In trasferta | In trasferta | In trasferta | Totale | Totale | Totale | Totale | Totale | Totale |
| Competizione      | %Vittorie | G       | V       | N       | P       | Pf      | Ps      | G            | V            | N            | P            | Pf           | Ps           | G      | V      | N      | P      | Pf     | Ps     |
| ----------------- | --------- | ------- | ------- | ------- | ------- | ------- | ------- | ------------ | ------------ | ------------ | ------------ | ------------ | ------------ | ------ | ------ | ------ | ------ | ------ | ------ |
| Stagione regolare | .667      | 3       | 2       | 0       | 1       | 101     | 62      | 3            | 2            | 0            | 1            | 65           | 60           | 6      | 4      | 0      | 2      | 166    | 122    |
| Playoff           | 1.000     | 0       | 0       | 0       | 0       | 0       | 0       | 1            | 1            | 0            | 0            | 19           | 9            | 1      | 1      | 0      | 0      | 19     | 9      |
| Totale            | .714      | 3       | 2       | 0       | 1       | 101     | 62      | 4            | 3            | 0            | 1            | 84           | 69           | 7      | 5      | 0      | 2      | 185    | 131    |

## Seconda squadra

### Divízió II 2014

#### Stagione regolare
| 5 aprile 2014 2ª giornata | Újbuda Rebels 2 | 20 – 6 | Nyíregyháza Tigers 2 |  |

| 27 aprile 2014 5ª giornata | Debrecen Gladiators | 32 – 19 | Újbuda Rebels 2 |  |

| 18 maggio 2014 7ª giornata | Újbuda Rebels 2 | 14 – 35 | Miskolc Renegades |  |

| 31 maggio 2014 9ª giornata | Dabas Sparks | 35 – 34 | Újbuda Rebels 2 |  |

#### Playoff
| 2014 Wild Card | Újbuda Rebels 2 | 21 – 0 | Szolnok Soldiers |  |

| 2014 Quarti di finale | Miskolc Renegades | 42 – 0 | Újbuda Rebels 2 |  |

### Statistiche di squadra
| Competizione      | %Vittorie | In casa | In casa | In casa | In casa | In casa | In casa | In trasferta | In trasferta | In trasferta | In trasferta | In trasferta | In trasferta | Totale | Totale | Totale | Totale | Totale | Totale |
| Competizione      | %Vittorie | G       | V       | N       | P       | Pf      | Ps      | G            | V            | N            | P            | Pf           | Ps           | G      | V      | N      | P      | Pf     | Ps     |
| ----------------- | --------- | ------- | ------- | ------- | ------- | ------- | ------- | ------------ | ------------ | ------------ | ------------ | ------------ | ------------ | ------ | ------ | ------ | ------ | ------ | ------ |
| Stagione regolare | .250      | 2       | 1       | 0       | 1       | 34      | 41      | 2            | 0            | 0            | 2            | 53           | 67           | 4      | 1      | 0      | 3      | 87     | 108    |
| Playoff           | .500      | 1       | 1       | 0       | 0       | 21      | 0       | 1            | 0            | 0            | 1            | 0            | 42           | 2      | 1      | 0      | 1      | 21     | 42     |
| Totale            | .333      | 3       | 2       | 0       | 1       | 55      | 41      | 3            | 0            | 0            | 3            | 53           | 109          | 6      | 2      | 0      | 4      | 108    | 150    |